# مایوین
مایوین فرانسوی: Maïwenn‎ (زاده ۱۷ آوریل ۱۹۷۶) بازیگر و کارگردان فرانسوی است.
از فیلم‌های معروف او می‌توان به بازی در فیلم عنصر پنجم و کارگردانی و نقش اصلی ژان دو باری اشاره کرد.